# Christine Conix
Christine Conix (*Lier, 20 mei 1955) is een Belgisch architecte.

## Biografie
Christine Conix voltooide haar studie architectuur in 1978 aan het toenmalig Hoger Architectuurinstituut van het Rijk (HAIR) te Antwerpen (vanaf 2013: faculteit Ontwerpwetenschappen, Universiteit van Antwerpen). Het jaar daarna richtte ze haar eigen architectenbureau op, Conix Architects te Wilrijk.
In 2004 won het bedrijf de architectuurwedstrijd voor de renovatie van het Atomium te Brussel. Het team van Christine Conix had de leiding over de vormgeving van de renovatie van zowel het exterieur als het interieur en over de bouw van een nieuw paviljoen, alsook de stedenbouwkundige aanleg.  De renovatie van het Atomium zorgde voor naambekendheid en het bedrijf breidde door acquisitie en groei verder uit. In 2013 fuseerde het bureau met RDBM Architecten & Adviseurs, dat in 1996 werd opgericht door Jorden Goossenaerts en Frederik Jacobs, tot CONIX RBDM Architects. In 2020 heeft CONIX RDBM Architects vestigingen in Antwerpen, Brussel, Amsterdam en Rotterdam.

## Werken

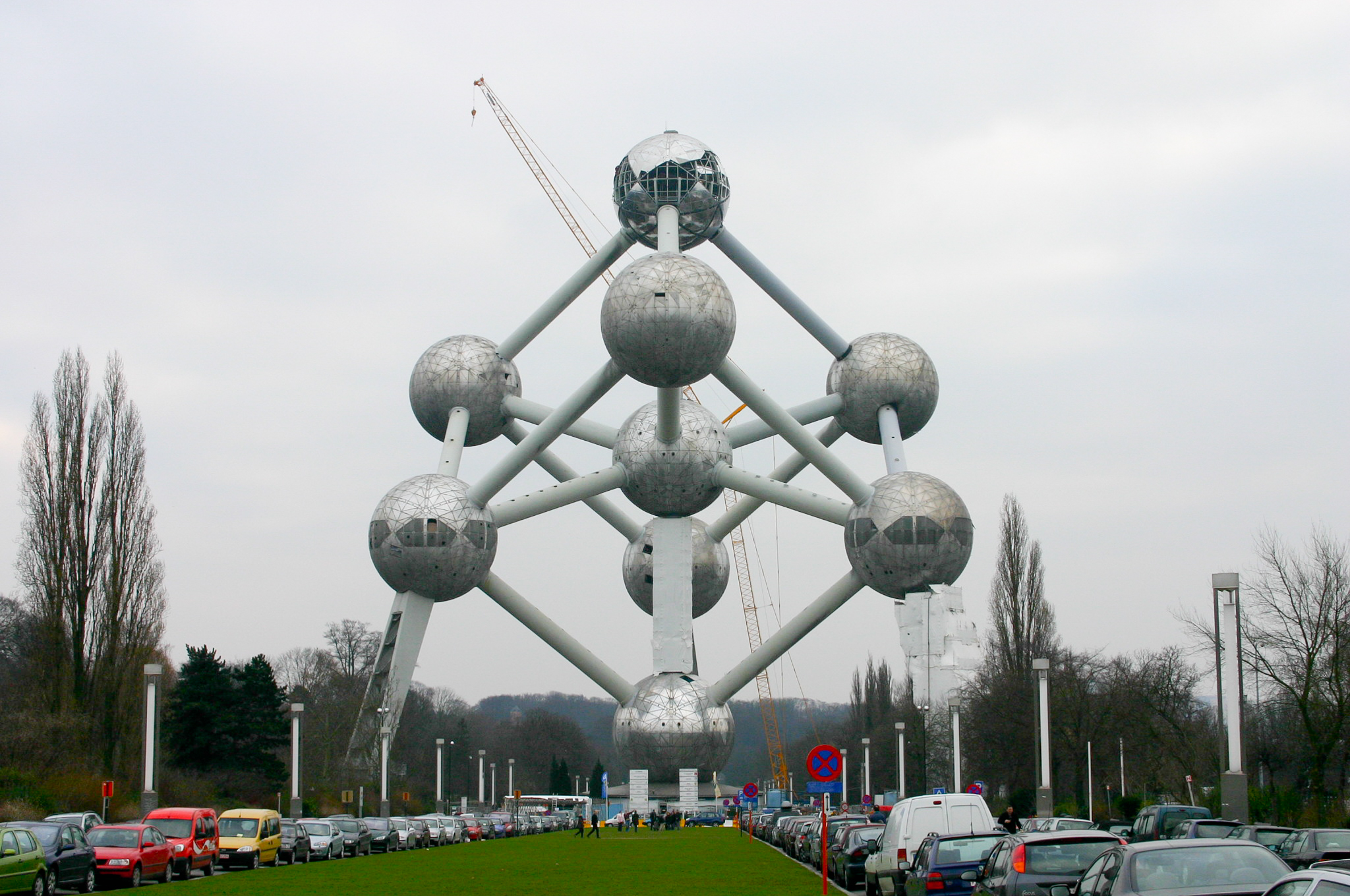
Renovatie van het Atomium (2004 - 2006)

CONIX RBDM Architects is niet gespecialiseerd in een bepaalde sector en doet zowel aan nieuwbouw, verbouw en renovatie. Elk gebouw wordt (her)bekeken aan de hand van vier parameters: omgeving, samenleving, duurzaamheid en economische mogelijkheden.
- 1989 – Cogels-Osylei 29A, Antwerpen
- 2006 – renovatie Atomium te Brussel en nieuw paviljoen
- 2010 – paviljoen van België op de Wereldtentoonstelling te Shanghai[5]
- 2010 - London Tower, Antwerpen[6]
- 2012 – heden – Marchicamed: stadsuitbreiding te Nador[7]
- 2019 - O'Sea Charme, Oostende[8]

## Prijzen
Christine Conix:
- 2016 - Titel van laureate van de arbeid 'innoverende kijk', eremedaille

Conix Architects:

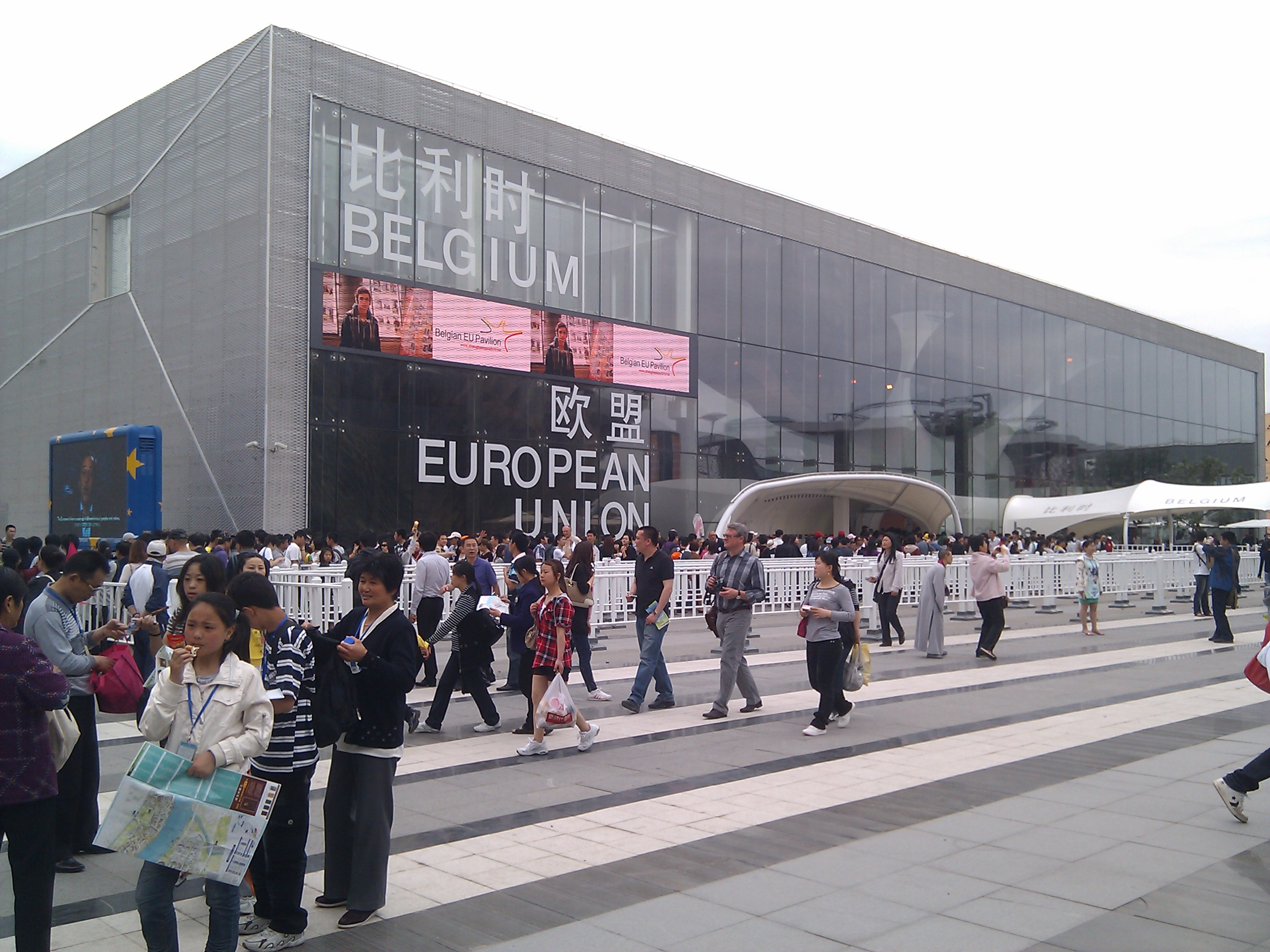
paviljoen van België op de Wereldtentoonstelling van 2010 in Shanghai

- 1993 - Belgian Architectural Awards, persprijs: Cogels-Osylei 29A, Antwerpen
- 2004 - IF Design Award, 1ste plaats: ETAP Noodverlichting
- 2006 - Staalbouwwedstrijd (infosteel), 1ste plaats: Atomium exterieur, Brussel
- 2010 - I2C Award, vakjuryprijs categorie 'concept': De Meerminne Woonzorgcentrum, Mortsel
- 2010 - Archizinc Trophee, speciale prijs 'technical performance': Umicore, Hoboken
- 2010 - IPB Challenge, 1ste plaats categorie 'scholenbouw': KASKA Deeltijds Kunstonderwijs, Antwerpen
- 2012 - I2C Award, publieksprijs categorie 'concept': Zoniën Woonzorgcentrum, Tervuren

CONIX RBDM Architects:
- 2017 - BIM-wedstrijd Architects@Work, 1ste prijs: O'Sea Charme, Oostende, en London Tower, Antwerpen
- 2018 - Iconic Award Innovative Architecture: Kreon, Opglabeek[9]

## Privé
Christine Conix huwde in de jaren zeventig met Philippe van Doninck. Het echtpaar heeft twee dochters, Caroline en Sandrine, en een zoon, Vincent.